# 東海市立加木屋小学校
東海市立加木屋小学校（とうかいしりつかぎやしょうがっこう）は、愛知県東海市加木屋町にある公立小学校。

## 教育目標
- 心もからだもたくましい子
- 思いやりの心をもち、礼儀正しい子
- よく考え、自ら学ぶ子

## 概要
- 校区は加木屋町（愛敬、編笠、旭、石田、一本木、丑寅海戸、内堀、円畑、大堀（一部）、御林、唐畑、唐山、釜ケ谷、柿畑、雉子野、北平井（一部）、木之下、菊尾、 栗見坂（一部）、倉池、郷中、小清水（一部）、順見、白拍子、定納、七本松、鈴井田、裾、辻ケ花、竹ケ谷、寺ノ前、樋、留木、仲新田、長根、中井道、西御門、西御嶽、西平子 、畑尻、腹太、東峰松、美女ケ脇 、平子、富士塚 、松之内、真崎、南平井（一部）、宮ノ脇、向山、社山、山之脇、夕霞松、与平山、六反田 ）、高横須賀町（木廻間）、養父町（穴田、鎌ケ谷、北社山、切山、九反坪、権現堂、竹ケ谷、稗廻間、古池、八木廻間）である。公立中学校の進学先は東海市立横須賀中学校または東海市立加木屋中学校である[1]。

## 沿革
- 1872年（明治5年） -
  - 雲観学校が開校。天王寺[注釈 1]を仮校舎とする。
  - 文明学校が開校。如意庵[注釈 2]を仮校舎とする。
- 1877年（明治10年） - 雲観学校と文明学校が統合され、明敬学校となる。
- 1879年（明治12年） - 校舎を新築し、移転する。
- 1887年（明治20年） - 加木屋学校に改称する。
- 1882年（明治15年） - 横須賀村が分立し、横須賀村、高横須賀村、養父村（旧・藪村）となる
- 1889年（明治22年）4月 - 加木屋尋常小学校に改称する。
- 1906年（明治39年）
  - 4月1日 - 高等科を設置し、加木屋尋常高等小学校に改称する。
  - 5月1日 - 横須賀町、大田村、加木屋村、高横須賀村、養父村が合併し、横須賀町となる。
  - 12月31日 - 高等科を廃止。加木屋尋常小学校に改称する。
- 1907年（明治40年）1月1日 - 横須賀尋常高等小学校加木屋仮教場（高等科のみ）を設置する。
- 1908年（明治41年） - 横須賀尋常高等小学校加木屋仮教場を廃止。
- 1941年（昭和16年）4月1日 - 愛知県知多郡横須賀町加木屋国民学校に改称する。
- 1947年（昭和22年）4月1日 - 横須賀町立加木屋小学校に改称する。
- 1954年（昭和29年）12月27日 - 新校舎（鉄筋コンクリート造2階建）が完成する。
- 1956年（昭和31年）5月15日 - 校舎を増築する。
- 1964年（昭和39年）5月20日 - 校舎を2階建から3階建に改築する。
- 1966年（昭和41年） - 校舎を増築する。
- 1968年（昭和43年）4月1日 - 加木屋小学校南分校を設置する。
- 1969年（昭和44年）4月1日 -
  - 横須賀町と上野町が合併し、東海市が発足。同時に東海市立加木屋小学校に改称する。
  - 南分校が東海市立加木屋南小学校として分立する。
- 1976年（昭和51年）4月1日 - 校区の一部が東海市立三ツ池小学校をへ移る。

## 交通アクセス
- 名鉄河和線南加木屋駅下車、徒歩約25分。
- らんらんバス南ルート「加木屋小学校下」バス停より徒歩約3分。

## 周辺施設
- 愛知県立東海南高等学校
- 東海市立加木屋中学校
- 東海市立三ツ池小学校
- 東海市立加木屋保育園
- 西知多総合病院
- 名鉄河和線南加木屋駅